# 일본인 (영화)
일본인은 1968년 공개된 대한민국의 영화이다.

## 배역
- 신성일
- 윤정희
- 여수진
- 김동원
- 김성옥
- 주증녀
- 최남현
- 한은진